# أيلود فراسيري
أيلود فراسيري (الاسم العلمي:Elodea fraseri) هو نوع غير مؤكد من النباتات يتبع جنس الأيلود من الفصيلة الحب المائية.